# Jai Hindley
Pour les articles homonymes, voir Hindley.
Jai Hindley, né le 5 mai 1996 à Perth, est un coureur cycliste australien. 
Spécialiste des courses par étapes, il a notamment remporté le Tour d'Italie 2022. Il compte également une victoire d'étape sur le Tour de France, deux victoires d'étape sur le Tour d'Italie, ainsi qu'une deuxième place sur le Tour d'Italie 2020.

## Biographie

### Début de carrière
Jai Hindley commence le vélo à l'âge de six ans. En 2012, il est champion d'Australie sur route cadets (moins de 17 ans). L'année suivante, il est vice-champion d'Océanie sur route juniors (moins de 19 ans). En 2014, pour sa deuxième année chez les juniors, il est troisième du championnat d'Océanie et du championnat d'Australie sur route juniors. Il est également 24e des mondiaux juniors, terminant dans le même temps que le vainqueur Jonas Bokeloh.
En 2015, Hindley participe à deux épreuves de la National Road Series au début de la saison avant de se rendre en Europe pour un séjour de six mois avec l'équipe italienne Aran Cucine, composée de coureurs de moins de 23 ans. Il participe à plusieurs courses d'un jour italienne avec cette équipe basée aux Abruzzes. 
En 2016, il obtient un contrat avec l'équipe continentale taïwanaise Attaque Gusto, avec une clause qui lui permet de courir avec l'équipe nationale espoir. En février, il se classe 18e du Herald Sun Tour, puis se rend en Europe, où il obtient plusieurs tops 10. Sixième de la Flèche ardennaise, il est ensuite deuxième de l'An Post Rás en Irlande, à trois secondes du lauréat Clemens Fankhauser. En août, il remporte le Gran Premio Capodarco, puis termine cinquième du classement général du Tour de l'Avenir, en finissant notamment troisième de la septième étape arrivant à Valmeinier. 
En 2017, pour sa première course World Tour, il se classe 25e du Tour Down Under en roulant pour la sélection australienne. Avec cette équipe, il dispute ensuite la Cadel Evans Great Ocean Road Race 2017 (16e), puis le Herald Sun Tour, où il est notamment deuxième de la première étape au sommet à Falls Creek, devant des coureurs comme Kenny Elissonde, Esteban Chaves et Christopher Froome. Il termine deuxième et meilleur jeune de la course. Le 16 février, il rejoint l'équipe Mitchelton Scott, réserve de la formation World Tour Orica-Scott. En mars, il remporte la médaille de bronze lors championnat d'Océanie sur route espoirs. Par la suite, il se rend en Europe où il brille. Deuxième au sprint du Trophée de la ville de San Vendemiano, il remporte ensuite le général de Toscane-Terre de cyclisme et finit quatrième du Rhône-Alpes Isère Tour, où il est notamment troisième de la première qui arrive au sommet à Succieu. Après un succès lors de la dernière étape du Tour d'Italie espoirs, il se classe troisième du classement général derrière Pavel Sivakov et son coéquipier Lucas Hamilton. Neuvième du Tour Alsace, il conclut son deuxième Tour de l'Avenir à la dixième place du classement général. Il termine sa saison en remportant une étape et le général du Tour de Fuzhou, en Chine.

### 2018-2019: arrivée dans le World Tour

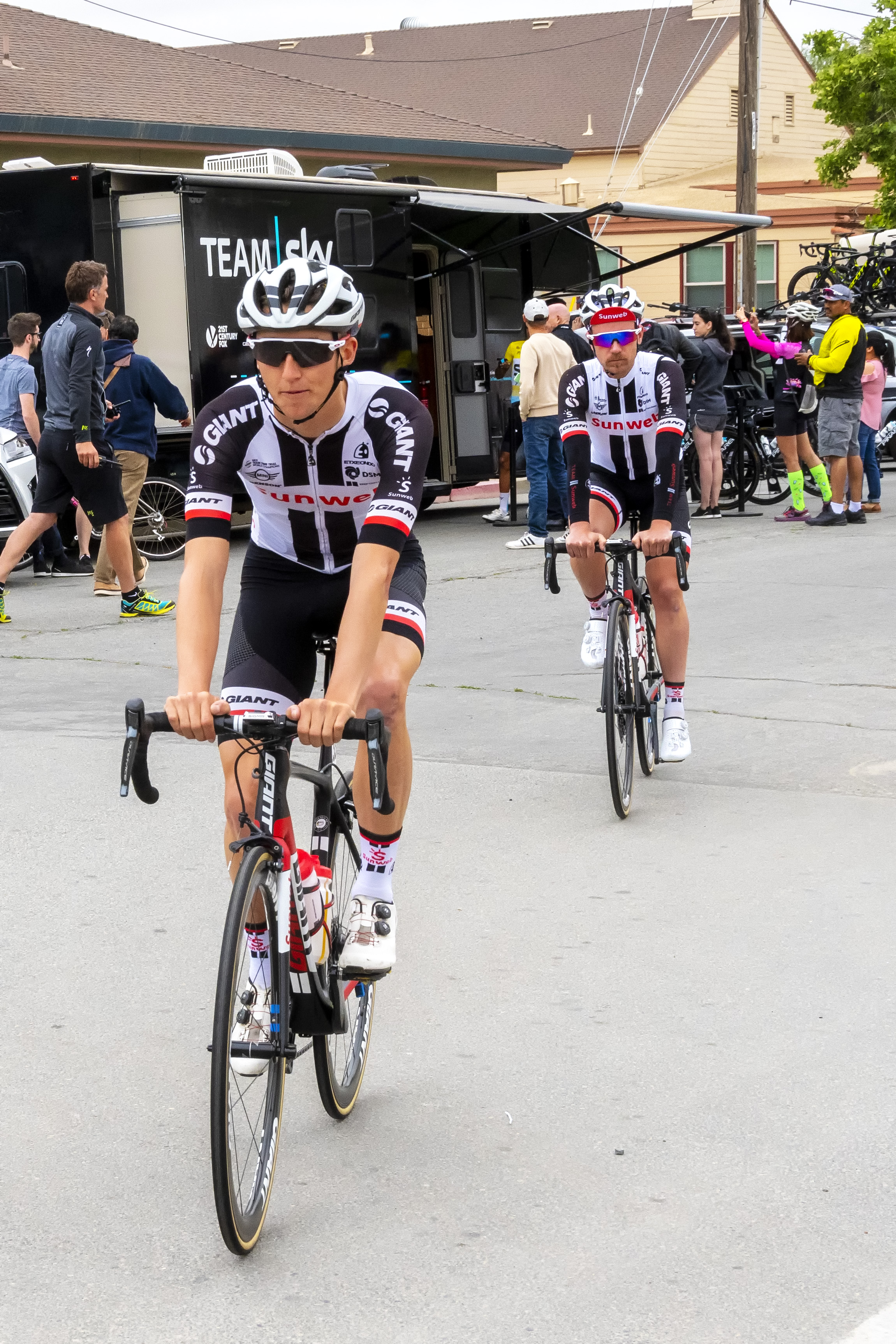
Hindley en 2018.

Pour la saison 2018 et les deux saisons suivantes, il signe un contrat avec l'UCI WorldTeam Sunweb. Il explique son choix : « Ils m'ont contacté assez tôt dans la saison l'année dernière et ils étaient intéressés depuis le début », « J'aime vraiment ce que l'équipe fait avec les jeunes coureurs et comment ils les développent. ». Lors de cette saison 2018, il se classe 32e du Tour d'Espagne pour son premier grand tour. Il est également dixième du Tour de Slovénie et onzième des mondiaux espoirs.
En 2019, il est 18e du Tour Down Under, puis découvre en juin le Tour d'Italie, où il se classe 35e du général. En août, il se révèle lors du Tour de Pologne. Lors de l'avant-dernière étape, il termine troisième, devancé au sprint par Jonas Vingegaard et Pavel Sivakov. Lors d'une derrière étape animée, le leader de la course Vingegaard est rapidement lâché et Hindley termine finalement deuxième du général à deux secondes de Sivakov. Il s'agit de son premier podium sur une course World Tour.

### 2020: deuxième du Tour d'Italie
Lors de la saison 2020, marquée par l'arrêt des courses entre mars et juillet, en raison de la pandémie de Covid-19, il s'illustre lors du Herald Sun Tour en février. Il gagne deux étapes et le géneral de la course. À la reprise des compétitions, il est 14e du Tour de Pologne, 13e de Tirreno-Adriatico, puis abandonne les mondiaux.
Il prend le départ du Tour d'Italie au service de son leader Wilco Kelderman. À une semaine de la fin du Giro, il se retrouve 10e du général à plus de trois minutes, tandis que Kelderman est deuxième à 56 secondes du leader João Almeida. Le lendemain à Piancavallo, le duo de la Sunweb reprend du temps sur tous les leaders, à l'exception de Tao Geoghegan Hart, vainqueur de l'étape. Quatre jours plus tard, Hindley remporte la 18e étape aux lacs de Cancano, via le col du Stelvio où Kelderman prend le maillot rose. Il termine deuxième de la 20e étape derrière Geoghegan Hart à Sestrières et revêt le maillot rose en étant à égalité de temps au classement général avec le coureur de Ineos. En rose au départ du contre-la-montre final à Milan, il est devancé par Tao Geoghegan Hart de 39 secondes et termine finalement deuxième du général devant Kelderman. Il est le deuxième Australien à monter sur le podium du Giro, après Cadel Evans, (troisième en 2013).

### 2021: une saison à oublier
Jai Hindley entame sa saison avec l'objectif de briller sur le Tour d'Italie et de confirmer sa deuxième place obtenue en 2020. Il commence son année en mars sur Paris-Nice, où il termine au 18e rang. Dans la foulée, il abandonne prématurément sur le Tour de Catalogne et le Tour des Alpes. De retour sur le Tour d'Italie, il est accompagné par Romain Bardet en tant que chef de file de la formation DSM. Dès les premières étapes, il perd régulièrement du temps, Bardet devient alors leader exclusif de l'équipe. Blessé à la selle et alors qu'il est 25e du classement général à plus de 17 minutes d'Egan Bernal, il est non-partant lors de la quatorzième étape qui arrivait au Monte Zoncolan. En raison d'une blessure à la selle, il n'est pas en mesure de s'aligner sur le Tour d'Espagne et décroche son meilleur résultat de la saison avec une septième place sur le Tour de Pologne. Le 16 septembre, il met un terme à sa saison après une chute survenue sur le Tour de Slovaquie où il se fracture la clavicule.

### 2022: victoire au Tour d'Italie

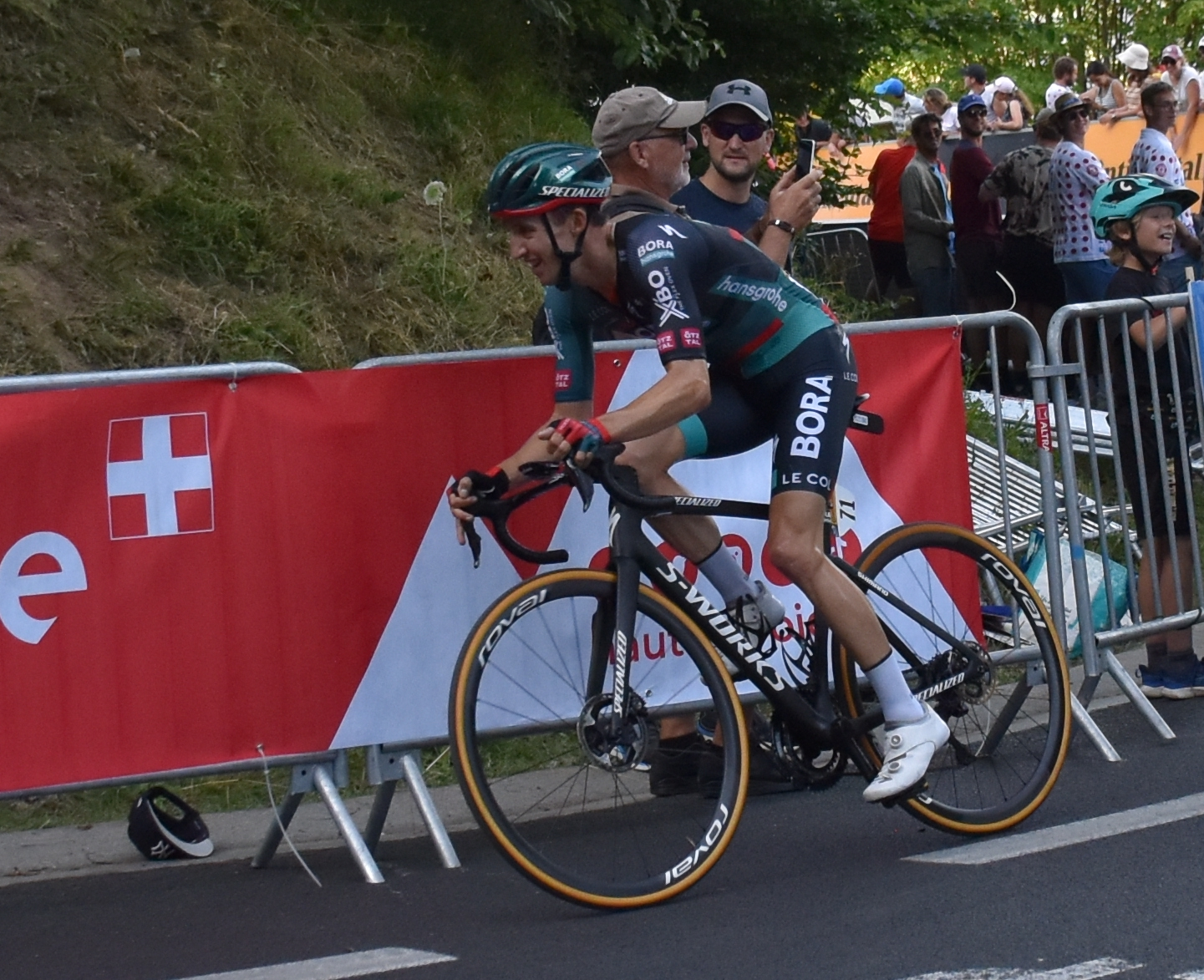
Hindley lors du Tour de France 2023.

Il rejoint l'équipe Bora-Hansgrohe en début d'année 2022, où il retrouve Wilco Kelderman. En première partie de saison, il se montre régulier et se classe notamment cinquième de Tirreno-Adriatico, à bonne distance du vainqueur Tadej Pogačar. En mai, il est au départ du Tour d'Italie, tout comme Kelderman, reformant le duo qui avait terminé sur le podium de la course en 2020. Il réalise un bon contre-la-montre lors de la deuxième étape en Hongrie. Lors de la quatrième étape, première arrivée en côte, au sommet de l'Etna, il arrive dans le même temps que la plupart des favoris qui se sont neutralisés lors de cette ascension et remonte à la quatorzième place du classement général. Lors de la 9e étape, Hindley s'impose en costaud devant les favoris, pendant que Kelderman perd onze minutes. Hindley en profite pour se replacer à la cinquième place du classement général à 20 secondes du leader espagnol Juan Pedro López. Lors de la 14e étape, il remonte à la deuxième place du général à seulement sept secondes du nouveau leader Richard Carapaz. Pendant la majeure partie de la troisième semaine, il reste à cette deuxième place. Lors de l'avant-dernière étape de montagne, il réussit à distancer tous les favoris, y compris Carapaz, pour prendre la tête avant le dernier contre-la-montre avec 1 minute et 25 secondes d'avance. Pour la deuxième fois de sa carrière, il prend le départ du contre-la-montre final du Tour d'Italie en portant le maillot rose, mais cette fois, il conserve la tunique et devient le premier Australien à remporter le Giro. Il est seulement le deuxième Australien à remporter un grand tour, après Cadel Evans, lauréat du Tour de France 2011. Il permet également à l'équipe Bora-Hansgrohe (créée en 2010) de gagner son premier grand tour. Durant l'été, il est septième du Tour de Burgos, puis neuvième du Tour d'Espagne.

### 2023: Top 10 et victoire d'étape sur le Tour de France
En 2023, il se montre toujours régulier sur les courses par étapes. Il se classe notamment huitième du Tour de Catalogne et quatrième du Critérium du Dauphiné. En juillet, il est au départ de son premier du Tour de France, avec un statut de leader. Il remporte la 5e étape, entre Pau et Laruns et endosse le maillot jaune, mais seulement pour une journée. Longtemps à la lutte pour le podium face à Carlos Rodríguez, Pello Bilbao, ainsi qu'Adam et Simon Yates, il finit à la septième place du classement général. En fin de saison, il participe à plusieurs courses d'un jour, sans résultats notables.

### 2024: des performances en deçà
Son année 2024 est marquée par des problèmes de santé et de la malchance, ce qui entraîne une saison difficile, sans aucune victoire. Il commence bien la saison avec une cinquième place du Tour de la Communauté valencienne, puis troisième de Tirreno-Adriatico derrière Jonas Vingegaard et Juan Ayuso. Il court ensuite le Tour de France, mais n'est pas le leader de l'équipe cette année, en raison de la présence de Primož Roglič, nouvelle recrue de la formation Red Bull-Bora-Hansgrohe. Mais après l’abandon précoce du Slovène, Hindley tente de se glisser dans les échappées en troisième semaine, sans parvenir à gagne d'étape. Le 15 septembre, il se classe dixième du Grand Prix cycliste de Montréal.

## Palmarès et classements mondiaux

### Coureur amateur
- 2012
  -  Champion d'Australie sur route cadets
- 2013
  -  Médaillé d'argent du championnat d'Océanie sur route juniors
- 2014
  -  Médaillé de bronze du championnat d'Océanie sur route juniors
  - 3e du championnat d'Australie sur route juniors
- 2015
  - 2e du Gran Premio Polverini Arredamenti
- 2016
  - Gran Premio Capodarco
  - 2e de l'An Post Rás
  - 2e du Taiwan KOM Challenge
- 2017
  - Toscane-Terre de cyclisme :
    - Classement général
    - 1rea étape (contre-la-montre par équipes)

  - 7e étape du Girobio
  - Tour de Fuzhou : 
    - Classement général
    - 4e étape

  - 2e du Herald Sun Tour
  - 2e du Trophée de la ville de San Vendemiano
  -  Médaillé de bronze du championnat d'Océanie sur route espoirs
  - 3e de l'UCI Oceania Tour
  - 3e du Girobio

### Coureur professionnel
- 2019
  - 2e du Tour de Pologne
- 2020
  - Herald Sun Tour : 
    - Classement général
    - 2e et 4e étapes

  - 18e étape du Tour d'Italie
  - 2e du Tour d'Italie
- 2021
  - 7e du Tour de Pologne
- 2022
  - Tour d'Italie :
    -  Classement général
    - 9e étape

  - 5e de Tirreno-Adriatico
  - 9e du Tour d'Espagne
- 2023
  - 5e étape du Tour de France
  - 4e du Critérium du Dauphiné
  - 7e du Tour de France
  - 8e du Tour de Catalogne
- 2024
  - 3e de Tirreno-Adriatico
  - 10e du Grand Prix cycliste de Montréal
- 2025
  - 5e de Tirreno-Adriatico

### Résultats sur les grands tours

#### Tour de France
2 participations
- 2023 : 7e, vainqueur de la 5e étape,  maillot jaune pendant 1 jour
- 2024 : 18e

#### Tour d'Italie
5 participations
- 2019 : 35e
- 2020 : 2e, vainqueur de la 18e étape,  maillot rose pendant un jour
- 2021 : non partant (14e étape)
- 2022 :  Vainqueur du classement général, vainqueur de la 9e étape,  maillot rose pendant deux jours
- 2025 : abandon (6e étape)

#### Tour d'Espagne
2 participations
- 2018 : 32e
- 2022 : 9e

### Classements mondiaux
| Année                                 | 2016 | 2017 | 2018  | 2019 | 2020 | 2021 | 2022 | 2023 | 2024 |
| ------------------------------------- | ---- | ---- | ----- | ---- | ---- | ---- | ---- | ---- | ---- |
| UCI World Tour                        | nc   | nc   | 269e  |      |      |      |      |      |      |
| Classement mondial                    | 635e | 165e | 316e  | 178e | 22e  | 348e | 23e  | 37e  | 105e |
| UCI Europe Tour                       | 400e | 333e | 1238e |      |      |      |      |      |      |
| UCI Asia Tour                         | nc   | nc   | 27e   |      |      |      |      |      |      |
| UCI Oceania Tour                      | 101e | 3e   | nc    | 11e  | 2e   | 17e  | 2e   | 2e   | 7e   |
|                                       |      |      |       |      |      |      |      |      |      |
| Légende : nc = non classéSource : UCI |      |      |       |      |      |      |      |      |      |

## Récompenses
- Cycliste australien de l'année en 2022